# 13. Tarnowska Nagroda Filmowa
13. Tarnowska Nagroda Filmowa – odbyła się w dniach 26–29 maja 1999 roku.

## Filmy konkursowe
- Amok – reż. Natalia Koryncka-Gruz
- Historia kina w Popielawach – reż. Jan Jakub Kolski
- Kiler-ów 2-óch – reż. Juliusz Machulski
- Nic – reż. Dorota Kędzierzawska
- Ogniem i mieczem – reż. Jerzy Hoffman
- Operacja Samum – reż. Władysław Pasikowski
- U Pana Boga za piecem – reż. Jacek Bromski
- Złoto dezerterów – reż. Janusz Majewski

## Laureaci
- Nagroda Grand Prix – Statuetka Leliwity: 
  - Nic – reż. Dorota Kędzierzawska

- Nagroda Jury Młodzieżowego – Statuetka Kamerzysty: 
  - Nic – reż. Dorota Kędzierzawska

- Nagroda publiczności – Statuetka Maszkarona: 
  - Nic – reż. Dorota Kędzierzawska

- Nagroda specjalna jury:
  - Aktorzy Białostockiego Teatru Lalek – za rolę w filmie U Pana Boga za piecem
  - Jan Jakub Kolski – Historia kina w Popielawach
  - Anita Kuskowska-Borkowska – za rolę w filmie Nic

- Nagroda specjalna jury młodzieżowego:
  - Jacek Bromski – U Pana Boga za piecem